# Семенов В'ячеслав Михайлович
В'ячеслав Михайлович Семенов (нар. 18 серпня 1947, Київ, УРСР — пом. 12 серпня 2022) — український радянський футболіст нападник, півзахисник. Майстер спорту (1970). Чемпіон СРСР: 1967, 1968, 1972 років.
Бронзовий призер літніх Олімпійських ігор 1972 року в Мюнхені.

## Біографія
Вихованець школи київського «Динамо», перший тренер — Євген Пилипович Лемешко. У складі головної команди в 1966—1969 роках зіграв три матчі.
Наприкінці 1968 року відмовився від переходу до московського «Торпедо» та єреванського «Арарату». 1969 року, після початку чемпіонату, перейшов до луганської «Зорі», у складі якої в 1972 році став чемпіоном СРСР.
Семенов дебютував у збірній СРСР 29 червня 1972 року в товариському матчі проти збірної Уругваю. Зіграв у 1974 році на відбірковому етапі чемпіонату світу (команда СРСР не вийшла у фінал турніру).
У 1972 році провів 11 матчів і забив 4 голи в складі збірної СРСР, у тому числі — 5 ігор і 3 голи за олімпійську збірну. Бронзовий призер Олімпійських ігор 1972 року.
Згодом у вищій лізі виступав за «Динамо» (Київ), «Дніпро» Дніпропетровськ, «Зорю». 1978 року перейшов до СКА Київ. Після першого кола, продовжуючи грати, став спочатку другим, а потім і головним тренером.
З 1979 року працює дитячим тренером у «Динамо».

## Титули і досягнення
- Бронзовий олімпійський призер: 1972